# When Eagles Strike
When Eagles Strike ist ein US-amerikanischer Actionfilm des Regisseurs Cirio H. Santiago aus dem Jahr 2003 mit Ex-Bodybuilder Christian Boeving in der Hauptrolle und Stacy Keach in der Nebenrolle.

## Handlung
Die USA versucht auf Malaysia seine militärische Präsenz auszuweiten. Bei den Verhandlungsgesprächen werden nach einem Überfall von Al-Qaida-Rebellen der amerikanische Senator und seine beiden Begleiter entführt und auf die Insel Sabah gebracht. Die Rebellen fordern die Freilassung von 30 Gefangenen Landsleuten. Da die USA sich nicht erpressen lassen will, entsendet sie im Gegenzug eine Eliteeinheit unter dem Kommando von Oberleutnant Andrew Peers, um die Geiseln zu befreien. Schafft er dies nicht binnen 48 Stunden, werden die Geiseln getötet. Zu seiner Sicherheit bekommt er einen Funksender mit, den er aktivieren kann und dann zurückgeholt wird. Des Weiteren hat er die Unterstützung der malaysischen Armee unter Leitung von Lt. Gomez.
So setzen die Soldaten mit ca. 30 Mann in drei Booten auf die Insel über, wo sie sofort von den Rebellen unter Beschuss genommen werden. Nur sieben Soldaten schaffen es, sich bis in den Dschungel. Den Kampf gegen ihre Verfolger können sie für sich entscheiden und sich weiter ins Landesinnere durchschlagen. Lt. Gomez hält ihre Mission aufgrund ihrer personellen Verluste für gescheitert, doch Andrew Peers erklärt, dass Aufgeben keine Option wäre.
Die Gruppe gelangt in ein Dorf Einheimischer, wo man die Männer unterstützt, da auch sie gegen die Terroristen sind. Die Al-Qaida beschließen, aufgrund des Angriffs gegen sie, eine Geisel zu töten. Ein Video der Hinrichtung schicken sie an die verantwortlichen Militärs. Anschließend verlegen sie ihr Camp an das andere Ende der Insel. Nachdem Peers in einen Hinterhalt gerät und weitere Leute verliert, wird auch er mit seinen verbliebenen Männern als Geisel genommen. Als die malaysische Armee davon erfährt, schicken sie zwei Helikopter zur Rettung auf die Insel. Diese eröffnen das Feuer auf das Lager und die Gefangenen können in dem Durcheinander bis in eine Höhle flüchten. Um dort über einen hinteren Ausgang mit ausreichendem Vorsprung fliehen zu können, opfert sich Lt. Gomez und stirbt im Kugelhagel der Verfolger. Die überlebenden vier Soldaten und die beiden Geiseln werden von einem der Helikopter an Bord genommen und von der Insel geflogen.

## Kritik
Das Lexikon des internationalen Films urteilte, die Produktion sei „patriotischer Action-Kriegsfilm.“ Es wurde kritisiert, dass „die Terroranschläge vom 11. September 2001 [...] für zahlreiche Klischees und Stereotypen missbraucht“ würden.